# 신라의 행정 구역

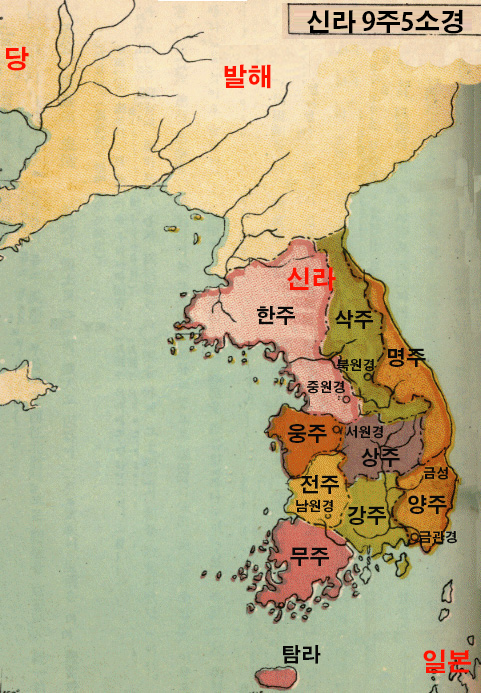
남북국 시대 신라의 9주 5소경

남북국 시대에 신라의 행정 구역은 9주 5소경(九州五小京)으로 요약할 수 있다.

## 9주
9주(九州)는 통일신라의 행정 구역으로, 신라는 고구려·백제를 정복한 후 당나라를 축출하고, 한반도를 완전히 통일한 다음 신문왕 5년(685년) 전국의 행정 구역을 9주·5소경으로 재편성하였다.  "9주"의 설치는 중국의 지형설(地形說) "9토(九土)"를 상징한 데서 비롯된 것이었다. 9주가 설치된 곳은 신라 본국에 3개, 정복한 백제 지역에 3개, 정복한 고구려 지역에 3개 등으로 배분되어 있는데 이는 삼국통일이라는 정당성을 강조한 정치적 배려로 이해된다. 경덕왕 16년(757년)에는 행정 구역명을 대국의 예에 따라 고쳤으며, 혜공왕대에 다시 원래 명칭으로 되돌리는 등 시기에 따라 이름이 바뀌었다. 《삼국사기》에는 경덕왕 때 중국식으로 고친 명칭을 기준으로 기록되어 있다.
《삼국사기》 〈지리지〉를 기준으로 9개의 주의 이름은 상주(尙州), 양주(良州), 강주(康州), 한주(漢州), 삭주(朔州), 명주(溟州), 웅주(熊州), 전주(全州), 무주(武州)이다. 9주의 소관 군현 수는 450군현에 이르렀다. 주 밑에는 군(郡)·현(縣)을 두어 계통적인 조직을 하였으며, 주에는 총관(摠官 : 나중에 도독으로 개칭), 군에는 수(守), 현에는 영(令) 등의 장관(현령, 縣令)을 두었다. 군현의 아래에는 촌(村)을 두었는데, 지방 토착 세력인 촌주(村主)가 지방관의 통제를 받으면서 다스렸다. 그밖에 특수 행정 단위인 향(鄕)·부곡(部曲)도 있었다. 또한 지방관을 감찰하려고 외사정(外司正)을 파견하였으며, 지방 세력을 견제하려고 상수리 제도를 실시하였다.

### 삽량주
또는 양주(良州)라고도 하였다. 주치(州治)는 지금의 양산시이고 1개 소경, 12개 군 34개 현이 소속되어 있으며 직접 관할하는 현은 1개이다. 영역은 지금의 경상북도 남동부 일대 및 경상남도 동부이다.
| 군의 이름      | 원래 군명                                                  | 현재 지명                | 소속 현                                                                                       | 원래 현명                                                                                             | 현재 지명                                                                           |
| -------------- | ---------------------------------------------------------- | ------------------------ | --------------------------------------------------------------------------------------------- | --- | ----------------------------------------------------------------------------------- |
| 양주(良州)     | 삽량주(歃良州)                                             | 경상남도 양산시          | 헌양현(巘陽縣)                                                                                | 거지화현(居知火縣)                                                                                    | 울산광역시 울주군 언양읍                                                            |
| 김해경(金海京) | 금관국(金官國, 금관가야) 금관군(金官郡) 금관소경(金官小京) | 경상남도 김해시          | -                                                                                             | - | -                                                                                   |
| 의안군(義安郡) | 굴자군(屈自郡)                                             | 경상남도 창원시          | 칠제현(漆隄縣) 합포현(合浦縣) 웅신현(熊神縣)                                                  | 칠토현(漆吐縣) 골포현(骨浦縣) 웅지현(熊只縣)                                                          | 함안군 칠원읍 창원시 마산합포구 창원시 진해구 성내동                                |
| 밀성군(密城郡) | 추화군(推火郡)                                             | 경상남도 밀양시          | 상약현(尙藥縣) 밀진현(密津縣) 오구산현(烏丘山縣) 형산현(荊山縣) 소산현(蘇山縣)                | 서화현(西火縣) 추포현(推浦縣) 오야산현(烏也山縣) 경산현(驚山縣) 솔이산현(率已山縣)                    | 창녕군 영산면 밀양시 삼랑진읍 청도군 청도읍 청도군 화양읍 청도군 매전면             |
| 화왕군(火王郡) | 비자화군(比自火郡)                                         | 경상남도 창녕군          | 현효현(玄驍縣)                                                                                | 추량화현(推良火縣)                                                                                    | 달성군 현풍읍                                                                       |
| 수창군(壽昌郡) | 위화군(喟火郡)                                             | 대구광역시 수성구        | 대구현(大丘縣) 팔리현(八里縣) 하빈현(河濱縣) 화원현(花園縣)                                   | 달구화현(達句火縣) 팔거리현(八居里縣) 다사지현(多斯只縣) 설화현(舌火縣)                               | 대구광역시 중구 대구광역시 북구 달성군 하빈면 달성군 화원읍                         |
| 장산군(獐山郡) | 압량소국(押梁小國)                                         | 경상북도 경산시          | 해안현(解顔縣) 여량현(餘粮縣) 자인현(慈仁縣)                                                  | 치성화현(雉省火縣) 마진량현(麻珍良縣) 노사화현(奴斯火縣)                                              | 대구광역시 동구 경산시 진량면 경산시 자인면                                         |
| 임고군(臨皐郡) | 절야화군(切也火郡)                                         | 경상북도 영천시          | 장진현(長鎭縣) 임천현(臨川縣) 도동현(道同縣) 신녕현(新寧縣) 맹백현(黽白縣)                    | - 골화소국(骨火小國) 도동화현(刀冬火縣) 사정화현(史丁火縣) 매열차현(買熱次縣)                         | 포항시 죽장면 영천시 완산동 영천시 도동 영천시 화산면 영천시 화북면                 |
| 동래군(東萊郡) | 거칠산군(居柒山郡)                                         | 부산광역시 동래구        | 동평현(東平縣) 기장현(機張縣)                                                                 | 대증현(大甑縣) 갑화량곡현(甲火良谷縣)                                                                 | 부산광역시 부산진구 기장군 기장읍                                                   |
| 동안군(東安郡) | 생서량군(生西良郡)                                         | 울산광역시 울주군 서생면 | 우풍현(虞風縣)                                                                                | 우화현(于火縣)                                                                                        | 울산광역시 울주군 웅촌면                                                            |
| 임관군(臨關郡) | 모화군(毛火郡)                                             | 경상북도 경주시 외동읍   | 동진현(東津縣) 하곡현(河曲縣)                                                                 | 율포현(栗浦縣) 굴아화촌(屈阿火村)                                                                     | 울산광역시 북구 강동동 울산광역시 울주군 범서읍                                     |
| 의창군(義昌郡) | 퇴화군(退火郡)                                             | 경상북도 포항시 흥해읍   | 안강현(安康縣) 기립현(鬐立縣) 신광현(神光縣) 임정현(臨汀縣) 기계현(杞溪縣) 음즙화현(音汁火縣) | 비화현(比火縣) 지답현(只沓縣) 동잉음현(東仍音縣) 근오지현(斤烏支縣) 모혜현(芼兮縣) 음즙벌국(音汁伐國) | 경주시 안강읍 포항시 장기면 포항시 신광면 포항시 연일읍 포항시 기계면 경주시 안강읍 |
| 대성군(大城郡) | 구도성(仇刀城)                                             | 경상북도 경주시 보문동   | 약장현(約章縣) 동기정(東畿停)                                                                 | 악지현(惡支縣) 모지정(毛只停)                                                                         | 경주시 양북면 경주시 동방동                                                         |
| 상성군(商城郡) | 서형산군(西兄山郡)                                         | 경상북도 경주시 서악동   | 남기정(南畿停) 중기정(中畿停) 서기정(西畿停) 북기정(北畿停) 막야정(莫耶停)                    | 도품혜정(道品兮停) 근내정(根乃停) 두량미지정(豆良彌知停) 우곡정(雨谷停) 관아량지정(官阿良支停)        | 경주시 남산동 경주시 건천읍 경주시 서면 경주시 현곡면 경주시 천북면                 |

## 5소경
5소경(五小京)은 통일신라의 행정 구역으로, 신라가 삼국을 통일한 후 9주를 설치하여 지방 행정 조직을 정비하고 아울러 5개 고을에 소경을 두었다.
신라의 수도는 반도의 동남쪽에 치우쳐 있어서 확대된 영역을 통치하기가 불편하였으므로 수도를 한때 지금의 대구로 옮기려 하였으나 그만두었다. 그 대신 수도 외에 금관
가야(金官
加耶)의 본거지와 백제·고구려의 옛 땅에 모두 다섯 개의 소경을 두었다. 금관경(金官京 : 김해)·남원경(南原京 : 남원)·서원경(西原京 : 청주)·중원경(中原京 : 충주)·북원경(北原京 : 원주)이 그것으로, 여기에 중앙 귀족의 자제나 호민(豪民) 그리고 여러 주군(州郡)의 민호(民戶)를 강제로 이주시켜서 지방 세력을 견제하게 하였다. 소경에는 사신(仕臣)이라는 장관이 있어 이를 다스렸다.

## 같이 보기
- 신라의 중앙 관제
- 9서당
- 10정

## 참고 문헌
- 김부식 (1145), 《삼국사기》 〈잡지제삼 지리일(雜志第三 地理一)〉·〈잡지제사 지리이(雜志第四 地理二)〉· 〈잡지제오 지리삼(雜志第五 地理三)〉